# Rhynchina ides
Rhynchina ides là một loài bướm đêm trong họ Erebidae.